# ヨウ化鉄(II)
ヨウ化鉄(II)（ヨウかてつ、英 Iron iodide）は鉄のヨウ化物で、化学式FeI2で表される。無水物は潮解性があり、水和物は一・二・四・六・九水和物がある。
ヨウ化鉄には二価鉄塩であるヨウ化鉄(II)と、三価鉄塩であるヨウ化鉄(III)（化学式FeI3）があるが、三価鉄塩は固体としては単離されておれず、性質もよく知られていない。これは以下の標準酸化還元電位から予測される通り自己酸化還元反応が起こりやすく不安定なためである。
{\displaystyle {\ce {{Fe^{3+}}+{\mathit {e}}^{-}=Fe^{2+}\ ,}}} {\displaystyle E^{\circ }=0.771{\rm {V}}}
{\displaystyle {\ce {{I2}+2{\mathit {e}}^{-}=2I^{-}\ ,}}} {\displaystyle E^{\circ }=0.5355{\rm {V}}}

## 製法
無水物は鉄とヨウ素を加熱する方法、テトラカルボニル鉄ヨウ化物（Fe(CO)4I2）を加熱分解する方法、ヨウ化鉄の水和物を脱水する方法などがある。水和物は、水の存在下で鉄にヨウ素を作用させる方法、無水物の加水による方法がある。

## 性質
- 無水物 - 赤褐色ないし無色の板状結晶で、結晶構造は六方晶系のヨウ化カドミウム型構造でその格子定数はa = 4.04Å、c = 6.75Åである[4]。強い潮解性があり、空気中で褐色の液体となり、次第に無色の二水和物となる。乾燥した空気中では安定しており、加熱すると酸化鉄(III)となる。還元剤に対しては極めて安定しているが、微細粉末状の銀により還元され、鉄を生じる。エタノール・エーテル・ジメチルアミンに可溶だが、エチルアミンには不溶。
- 水和物 - 二水和物は無色の結晶。四・六・九水和物は緑色の結晶で、潮解性・吸湿性がある。四水和物は90~98℃で分解。エタノール・エーテルに可溶。水溶液は無色だが、空気中では酸化により褐色になり、分解してヨウ素やヨウ化水素を生じる。50℃以上に加熱すると黒色に変色するが、冷却すると元に戻る。